# 375 v. Chr.
Portal Geschichte | Portal Biografien | Aktuelle Ereignisse | Jahreskalender | Tagesartikel

◄ |
5. Jahrhundert v. Chr. |
4. Jahrhundert v. Chr. |
3. Jahrhundert v. Chr. |
►

◄ | 390er v. Chr. | 380er v. Chr. | 370er v. Chr. | 360er v. Chr. |
350er v. Chr. |
►

◄◄ | ◄ | 378 v. Chr. | 377 v. Chr. | 376 v. Chr. | 375 v. Chr. |
374 v. Chr. |
373 v. Chr. |
372 v. Chr. |
► |
►►

## Ereignisse

### Westliches Mittelmeer
- Die beiden Volkstribunen Gaius Licinius Stolo und Lucius Sextius Lateranus stellen neue Gesetzesanträge, die die Macht der römischen Plebejer erheblich stärken sollen. Dies stößt auf Widerstand bei den Patriziern und wird von den anderen Volkstribunen verhindert. Stolo und Lateranus verhindern daraufhin mit ihrem Veto für die nächsten fünf Jahre die Wahlen zu allen kurulischen Ämtern (kurulische Ädile, Prätoren, Konsuln und Censoren).
- Der Ältestenrat wandelt Karthago in eine oligarchische Republik um.

### Östliches Mittelmeer
- Die griechischen Stadtstaaten erneuern auf Initiative des persischen Großkönigs den Königsfrieden, der 382 v. Chr. zerbrochen war. Obwohl es sich dabei um einen Allgemeinen Frieden handelt, der die Souveränität aller Städte vorsieht, weigert sich Theben, den Böotischen Bund aufzulösen.
- Die Belagerungswaffe Oxybeles wird in Griechenland entwickelt.

### Kaiserreich China
- Zeit der Streitenden Reiche: Zhou Liewang wird König der Zhou-Dynastie.
- Der chinesische Staat Zheng wird von Han annektiert.

## Geboren
- Apollokrates, Politiker aus Syrakus († 347 v. Chr.)

## Gestorben
- um 375 v. Chr.: Aischines von Sphettos, griechischer Philosoph (* um 430 v. Chr.)
- um 375 v. Chr.: Kratippos von Athen, griechischer Historiker